# Paul Engelhard

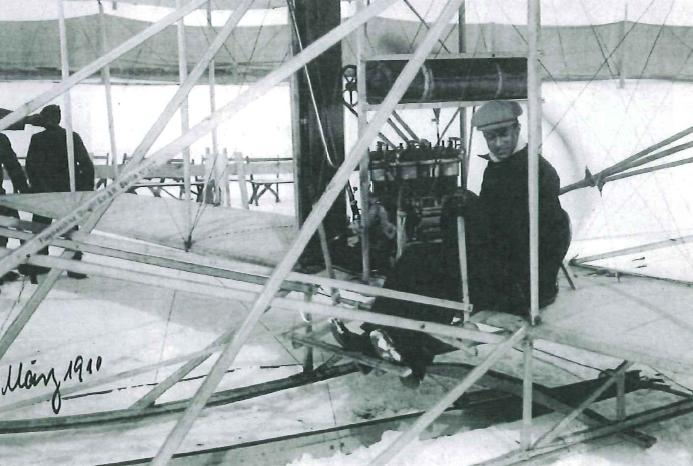
Paul Engelhard auf dem St. Moritzersee

Paul Emil Engelhard (auch Paul Engelhardt; * 27. Juli 1868 in Münster; † 29. September 1911 in Berlin-Johannisthal) war ein deutscher Flugpionier.

## Leben

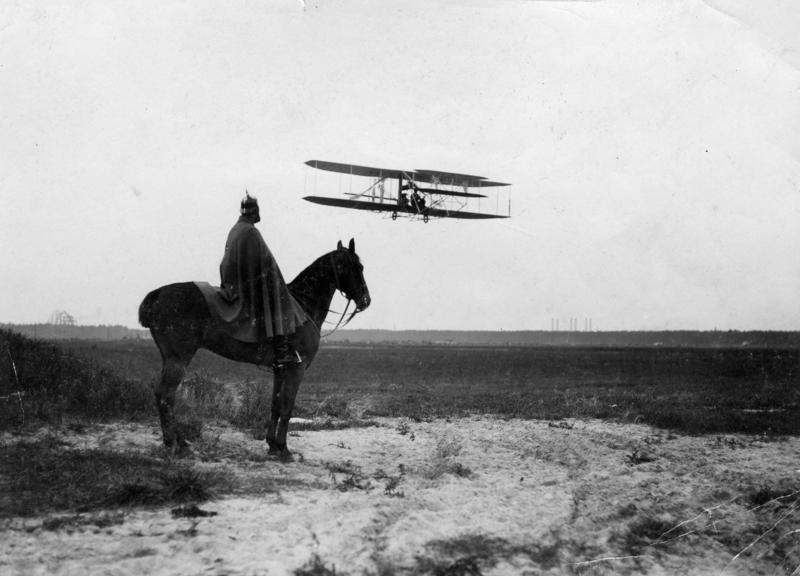
Paul Engelhard im Flug, Johannisthal bei Berlin, 12. August 1910

Seine Eltern waren der preußische Generalmajor Emil Engelhard (1829–1885) und dessen Ehefrau Amalie, geborene Keller (1842–1914).
Paul Engelhard absolvierte 1886 das Gymnasium, entschied sich für eine Karriere als Marineoffizier in der Kaiserlichen Marine und stieg zum Kapitänleutnant auf. Beim Austritt aus dem aktiven Dienst im Jahr 1904 wurde er zum Korvettenkapitän befördert. Danach arbeitete er in Bremen als Inspektor des Deutschen Schulschiffer Vereins. 
Auf Vereinbarung mit der Motorluftschiff-Studiengesellschaft gehörte er mit Robert Thelen zu den ersten Flugschülern Orville Wrights auf dem Bornstedter Feld. Am 15. März 1910 erwarb er die Flugzeugführererlaubnis Nr. 3 des Deutschen Luftschiffer-Verbandes und wurde Chefpilot der Wright-Gesellschaft auf dem Flugplatz Johannisthal.
Schon Anfang 1909 hatte der deutsche Baron Auff’m Ordt Flugversuche in St. Moritz unternommen, war jedoch in der dünnen Bergluft gescheitert. Mitte Februar bis Ende März 1910 sollten Thelen und Engelhard in Begleitung von Victor de Beauclair (1874–1929) in St. Moritz mit zwei Flyern eine Flugschule aufbauen. Am 10. März 1910 drehte Engelhard drei Runden um den St. Moritzersee. Sein Flugschüler Dr. Amsin verunglückte im Mai mit dem zweiten Flyer tödlich.
Am 14. Mai 1910 stürzte Engelhard bei einem Wettkampf in Johannisthal zusammen mit Thelen, Emile Jeannin und dem Dänen Knud Thorup (1886–1942) ab und wurde als Einziger schwer verletzt.
Am 29. September 1911 stürzte er bei der Berliner Flugwoche 1911 mit einem Wright Model R Doppeldecker (Baby Wright) über dem Flugplatz Johannisthal erneut ab und erlitt tödliche Verletzungen. Sein Flugschüler Gerhard Sedlmayr wurde dabei nur leicht verletzt. Engelhard wurde auf dem Riensberger Friedhof in Bremen, Grablage Z 281, beigesetzt. 1915 wurde die Engelhardstraße in Johannisthal nach ihm benannt.